# 바베 국립공원
바베 국립공원(베트남어: Vườn Quốc Gia Ba Bể / 園國家𠀧𣷭)은 베트남 동북부 박깐성에 있는 보호구역이다. 주변 석회암, 저지대 상록수와 함께 담수호(바베호)를 보호하기 위해 지정되었다. 수도 하노이에서 북서쪽으로 약 240km 떨어진 곳에 위치해 있다. 바베 국립공원은 하노이에서 북쪽으로 약 240km, 박깐성의 성도인 박깐시에서 북서쪽으로 약 70km, 쯔리시에서 서쪽으로 약 14km 떨어진 박깐성에 위치해 있다.

## 바베호

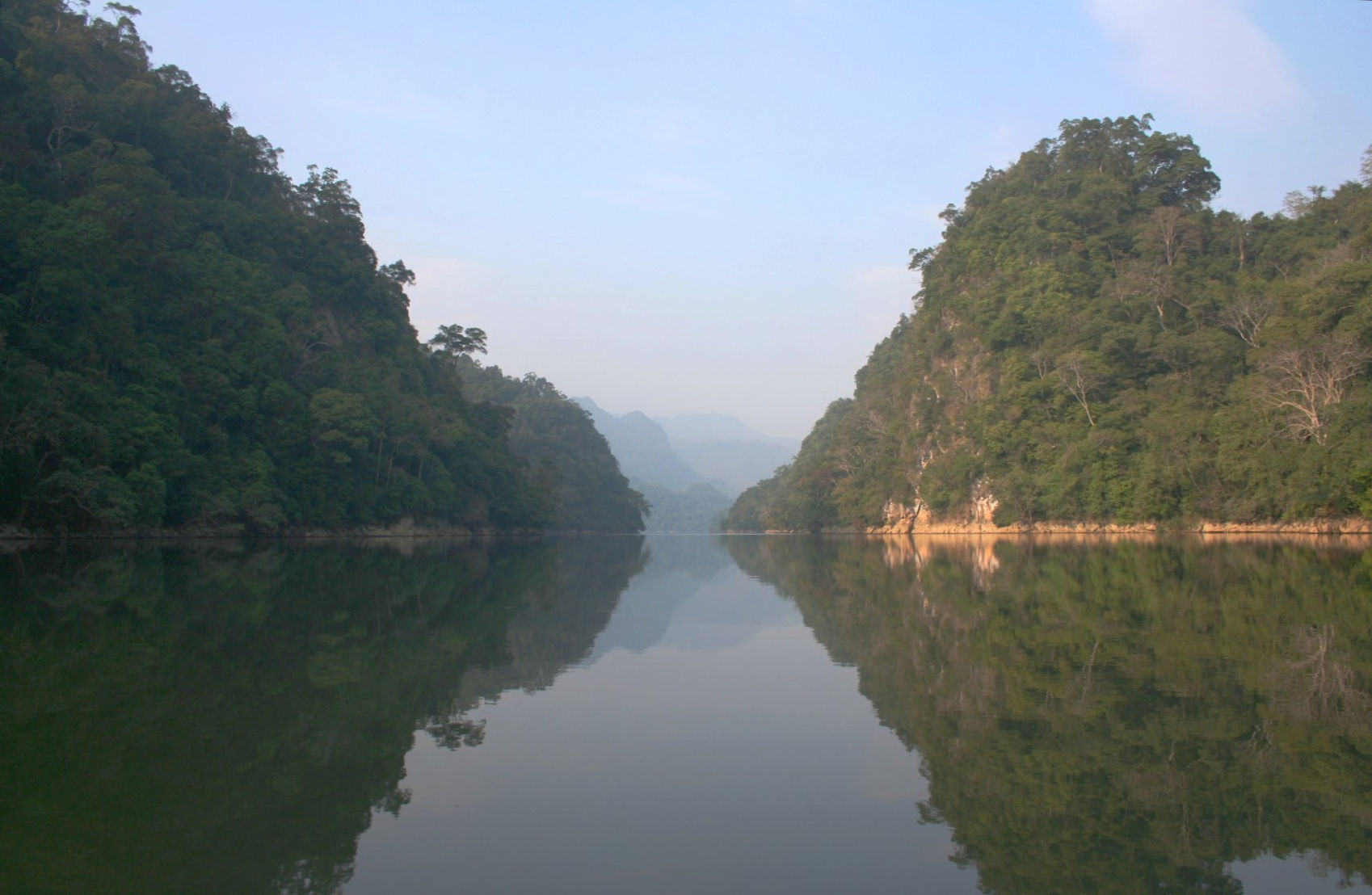
건기의 바베호

바베호는 남북방향으로 약 8km에 이르는 가장 큰 천연 민물 호수다. 호수의 표면적은 건기와 습기 사이에 3~5km2 사이에서 변동한다. 카르스트 석회암 지역의 많은 호수들과 달리, 바베호는 절대 마르지 않는다. 평균 수심은 17~23m로 최대 수심은 35m이다. 이 호수는 해발 약 150m에 위치해 있어 베트남에서도 가장 높다. ‘세개의 호수’라는 이름은 뻴렝호(Pé Lèng), 뻴루호(Pe Lu), 뻴럼호(Pe Lam)라는 호수의 세 부분을 가리킨다. 그러나 이 세 부분은 모두 하나의 연속적인 수역으로 연결되어 있다.
따한강, 볼루강, 렝강은 남쪽과 서쪽으로부터 호수로 유입된다. 건기에는 호수에서 북쪽으로 물을 빼내어 낭강으로 들어간다. 하지만 우기에 많은 홍수가 발생하면, 후자의 흐름이 역전되고, 호수는 낭강에서 물을 흡수하여 홍수를 조절하는 완충제 역할을 한다.

## 동식물군

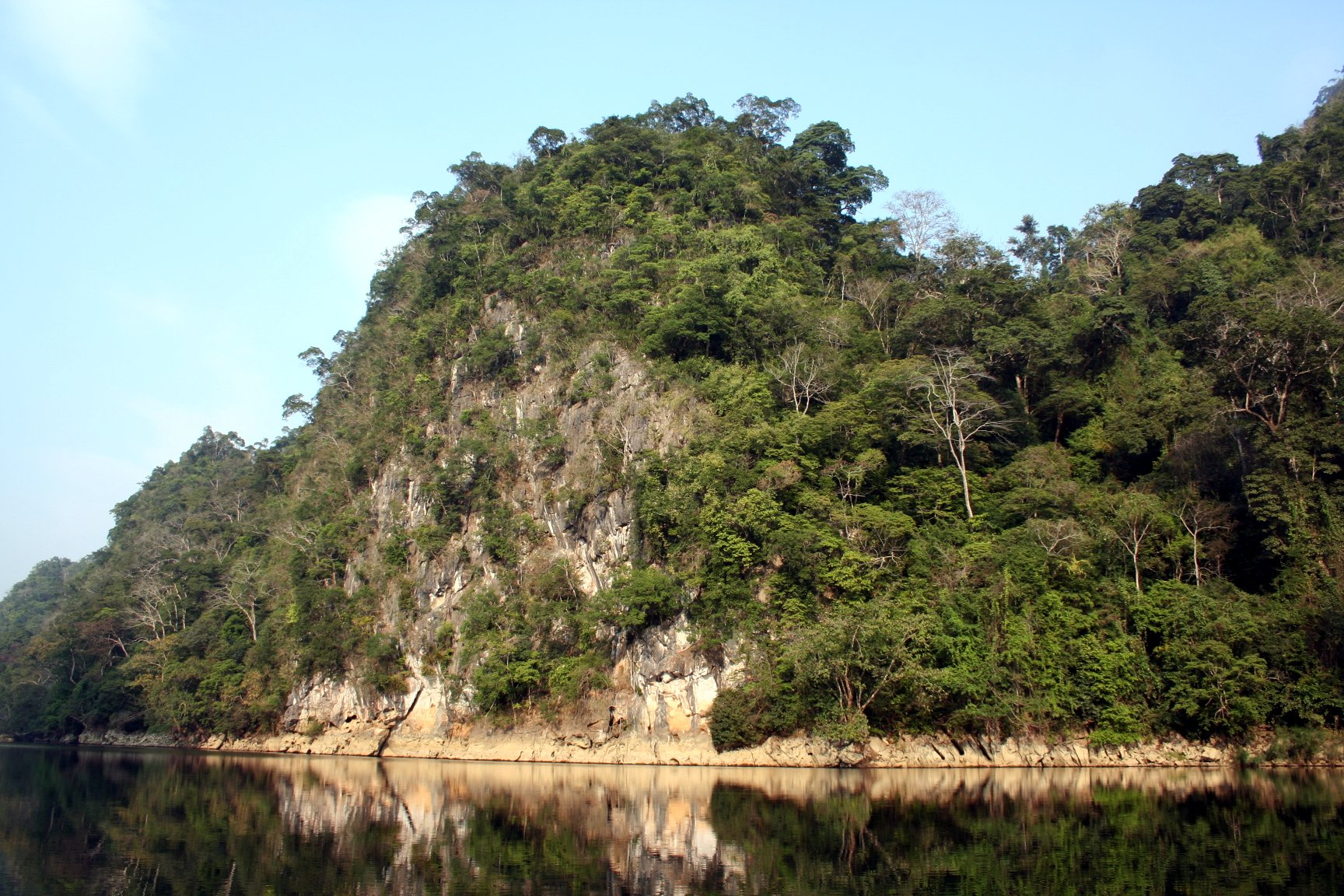
바베호의 석회암 절벽

바베 국립공원의 초목은 주로 석회암과 상록수로 이루어져 있다. 전자는 흙이 얇은 가파른 산비탈을 덮고 있다. 후자는 두꺼운 토양 덮개에 의존하며 더 높은 종의 다양성을 가지고 있다. 석회암 숲의 지배적인 나무종은 버레티오덴드론 히센무(피나무과)와 스트레블러스톤키넨시스(뽕나무과)이다. 등반 대나무(해장죽족)는 호수 해안 근처의 언덕 비탈에 흔히 있는 지역 고유 식물이다.
이 공원에는 65종의 포유류가 서식하고 있다. 귀천산갑(Manis pentadactyla), 늘보로리스(Nycticebus coucang), 히말라야원숭이, 짧은꼬리마카크, 프랑수아랑구르, 반달가슴곰, 유럽 수달, 오스톤사향고양이, 아시아황금고양이, 중국산양, 붉은자이언트날다람쥐, 턴불날다람쥐(Hylopetes alboniger), 털북숭이발날다람쥐와 더붉어 27종의 박쥐가 있다.

## 풍경
프엉 동굴은 공원 북쪽에 있는 큰 동굴로, 낭강이 흐르고 있다. 주동굴은 높이가 최대 50미터, 길이가 약 300미터에 이른다. 18종에 속하는 510,000마리의 박쥐가 살고 있다. "요정 연못"은 주변의 석회암 바위를 통해 스며드는 맑은 물로 가득 찬 바위 분지다. 다우당 폭포는 낭강에 의해 형성된다. 다우낭 폭포는 거의 1km에 이르는 일련의 급류로 이루어져 있다.
과부섬은 남쪽 호수의 중심부 근처에 있는 원뿔 모양의 작은 섬이다. 현지 전설에 따르면 이 섬은 한때 신의 개입으로 홍수를 면한 늙은 과부의 집이었다.